# Купол Гекати
Hecates Tholus — це марсіанський вулкан, що виділяється завдяки результатам, отриманим в ході місії космічного апарата Європейського космічного агентства Mars Express, які свідчать про те, що 350 мільйонів років тому тут відбулося масштабне виверження. Внаслідок цього виверження утворилася кальдера діаметром 10 км. За деякими припущеннями, льодовикові відклади згодом частково наповнили цю кальдеру та суміжну депресію. Підрахунок кратерів говорить про те, що це відбулося порівняно недавно — від 5 до 10 мільйонів років тому. Однак моделі клімату демонструють, що лід тепер є нестабільним у Hecates Tholus, що вказує на значну кліматичну зміну, яка відбулася з того часу, коли ще були активними льодовики. Було визначено, що вік льодовиків відповідає періодові збільшеного нахилу осі обертання Марса.
Вулкан розташований за координатами 32,12° пн. ш., 150,24° сх. д., у вулканічній провінції Elysium. Його діаметр становить 182 км. Він перебуває найпівнічніше з-поміж трьох вулканів регіону Elysium; двома іншими є Elysium Mons та Albor Tholus. Поряд розташована долина Бувінда.
У планетній номенклатурі, терміном «tholus» позначають невелику куполоподібну гору або пагорб.
|                            |
| Топографія Hecates Tholus. |

| |
| Кряжі на Hecates Tholus, знімок HiRISE. Кряжі розташовані в західно-північно-західному напрямку від Hecates Tholus. |

|                                                                                        |
| Знімок, виконаний камерою Mars Orbiter Camera космічного апарата Mars Global Surveyor. |